# 미국 국립암연구소

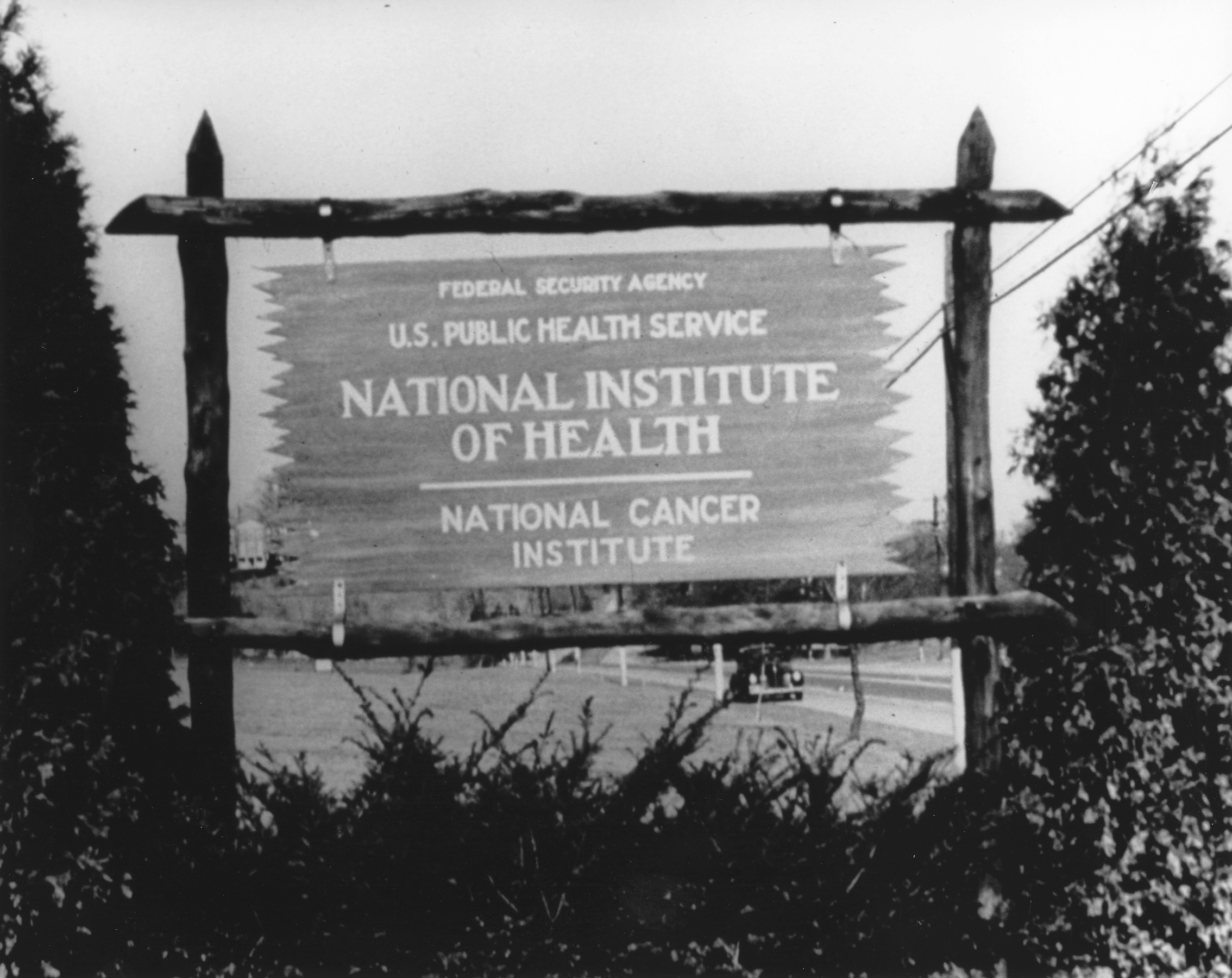

미국 국립암연구소(National Cancer Institute, NCI)는 미국 보건복지부(NIH)의 일원인 11개 산하기관중 하나로 NIH(National Institutes of Health)의 일부이기도 하다. NCI는 미국 국립 암 프로그램을 조정하고 암의 원인, 예방, 진단 및 치료와 관련된 연구, 훈련, 건강 정보 보급 및 기타 활동을 수행하고 지원한다. 암 환자와 그 가족을 지원하고 보살피는 목적을 가지고있다. 영국 암연구소가 민간단체인 경우와는 달리 미국 암연구소는 국가가 조성한 기금으로 설립되어 운영되고있다.
세계적으로 신뢰도가 높은 것만큼이나 세계에서 가장 규모가 큰 암연구지원 프로그램을 운영하는 것으로 잘알려져있다. 미국 국립 암연구소는 연간 40억 불을 지출하고 있다. 미국 정부는 스스로 져야할 의무를 민간단체에 미루않고 직간접적으로 연구자들의 연구비 지원을 지속적으로 해오는것으로 알려져있다.

## 같이 보기
- 국립암센터